# Erwan Konaté
Pour les articles homonymes, voir Konaté.
Erwan Konaté (né le 18 avril 2003 à Amiens) est un athlète français, spécialiste du saut en longueur.

## Biographie
Erwan Konaté est entrainé de 2021 à 2024 par l'Arménien Robert Emmiyan, actuel détenteur du record d'Europe du saut en longueur. Depuis 2025, il est entraîné par Ivan Pedroso.
Champion de France cadet en 2020, il remporte la médaille de bronze lors des championnats d'Europe juniors 2021, à Tallinn, en Estonie, en portant son record personnel à 7,91 m.
Le 20 août 2021, il remporte les championnats du monde juniors de 2021, à Nairobi au Kenya, avec un saut à 8,12 m, améliorant de 21 cm son record personnel et de 14 cm le record de France junior que détenait Yann Domenech depuis 1997,.
Le 28 janvier 2022 à Karlsruhe, il établit un nouveau record d'Europe junior en salle avec 7,98 m, améliorant de 9 cm l'ancienne meilleure marque continentale établi par son entraineur Robert Emmiyan en 1984.
Le 2 août 2022, il conserve son titre mondial junior à l'occasion des championnats du monde juniors de Cali en Colombie, avec un saut à 8,08 m.
En parallèle de sa carrière sportive, il est également étudiant à l'Emlyon Business School, et mannequin professionnel.

## Médias
De 2022 à 2024, il participe aux deux dernières saisons de la série-documentaire CHAMPION(S) sur France.TV qui suit son quotidien en immersion et notamment sa tentative de qualification pour les Jeux Olympiques de Paris 2024.

## Palmarès
| Date | Compétition                   | Lieu    | Résultat | Marque |
| ---- | ----------------------------- | ------- | -------- | ------ |
| 2021 | Championnats d'Europe juniors | Tallinn | 3e       | 7,91 m |
| 2021 | Championnats du monde juniors | Nairobi | 1er      | 8,12 m |
| 2022 | Championnats du monde juniors | Cali    | 1er      | 8,08 m |
| 2025 | Championnats d'Europe espoirs | Bergen  | 1er      | 8,25 m |

## Records
| Épreuve          | Temps            | Lieu             | Date             |                  |
| Saut en longueur | Saut en longueur | Saut en longueur | Saut en longueur | Saut en longueur |
| ---------------- | ---------------- | ---------------- | ---------------- | ---------------- |
| En plein air     | 8,25 m (NU23R)   | Bergen           | 18 juillet 2025  |                  |
| En salle         | 7,98 m (AIR)     | Karlsruhe        | 28 janvier 2022  |                  |